# Toxikogenetika
Toxikogenetika je obor na pomezí toxikologie a genetiky, který studuje vlivy různých toxinů na geny a hledá způsoby, jak se před tímto ovlivňováním bránit. Jedná se o individuální rozdíly v odpovědi na xenobiotika/toxiny založené na genetické variabilitě.